# هجوم تدمر 2024
في يوم 6 ديسمبر من عام 2024، شن جيش سوريا الحرة المدعوم من الولايات المتحدة هجوما من منطقة خفض التصعيد في التنف على مدينة تدمر القديمة في المناطق الشرقية من محافظة حمص، وبحسب ما ورد تقدم الولايات المتحدة الدعم اللوجستي لقوات المعارضة السورية. جاء الهجوم في أعقاب انتكاسات منيت بها حكومة بشار الأسد على جبهات أخرى، وخاصة بعد الهجوم الشمالي الغربي الذي شنته هيئة تحرير الشام.
وذكرت التقارير أن جيش سوريا الحرة سيطر على مدينة تدمر في 7 ديسمبر بعد اشتباكات مع قوات الحكومة السورية.

### إنجليزية
1. 1 2  "US-backed Syrian Free Army advances in Homs, with reports of clashes with regime forces in Palmyra". www.aa.com.tr (بالإنجليزية). Archived from the original on 2024-12-09. Retrieved 2024-12-07.
2. 1 2 3  "US-backed Syrian Free Army advances in Homs, with reports of clashes with regime forces in Palmyra". Middle East Monitor (بالإنجليزية). 6 Dec 2024. Archived from the original on 2024-12-07. Retrieved 2024-12-07.
3. ↑  Şafak, Yeni. "US-backed Syrian Free Army takes control of Homs' Palmyra district from regime forces | News". Yeni Şafak (بالإنجليزية الأمريكية). Archived from the original on 2024-12-07. Retrieved 2024-12-07.